# Harald Maier
Harald Maier (Schladming, 17 novembre 1960) è un ex ciclista su strada austriaco.
Professionista dal 1982 al 1994, partecipò a tre edizioni del Tour de France.

## Carriera
I principali successi da professionista furono il Giro del Trentino nel 1985, il Gran Premio Industria e Commercio di Prato nel 1986, una tappa alla Vuelta a los Valles Mineros nel 1991 e una tappa alla Vuelta al País Vasco nel 1992. Partecipò tre volte al Tour de France, due volte alla Vuelta a España, una volta al Giro d'Italia e nove volte ai mondiali.

## Palmarès
- 1979

Classifica generale Niederösterreich-Rundfahrt
- 1981

5ª tappa Österreich-Rundfahrt (Jenbach > Gerlos)
- 1985

1ª tappa Giro del Trentino (Riva del Garda > Castello Tesino)
Classifica generale Giro del Trentino
Chur-Arosa (corsa in salita)
- 1986

Gran Premio Industria e Commercio di Prato
- 1990

6ª tappa Österreich-Rundfahrt (Großkirchheim > Fieberbrunn)
GP Judendorf Straßenengel
- 1991

5ª tappa Vuelta a los Valles Mineros (Pola de Laviana > Mieres)
- 1992

1ª tappa Vuelta al País Vasco (Orio > Orio)

### Altri successi
- 1984

Grazer Altstadt-kriterium (Graz)
- 1985

Grazer Altstadt-kriterium (Graz)

## Piazzamenti

### Grandi giri
- Tour de France

1982: 78º
1984: ritirato (11ª tappa)
1992: 50º
- Giro d'Italia:

1983: 30º
- Vuelta a España:

1982: 59º
1992: 42º

### Classiche
- Milano-Sanremo

1986: 81º
- Liegi-Bastogne-Liegi

1991: 103º
- Giro di Lombardia

1983: 57º
1984: 26º

### Competizioni mondiali
- Campionato del mondo

Goodwood 1982 - In linea: ritirato
Altenrhein 1983 - In linea: ritirato
Giavera del Montello 1985 - In linea: 5º
Colorado Springs 1986 - In linea: ritirato
Villach 1987 - In linea: ritirato
Ronse 1988 - In linea: ritirato
Stoccarda 1991 - In linea: 49º
Benidorm 1992 - In linea: 25º
Oslo 1993 - In linea: 19º